# 山崎富栄
山崎 富栄（やまざき とみえ、1919年〈大正8年〉9月24日 - 1948年〈昭和23年〉6月13日）は、日本の美容師。作家・太宰治の愛人の一人であり、最晩年の太宰の看護や執筆活動の介助を続けたことと太宰と共に入水自殺を遂げたことでも知られる。

## 人物
東京府東京市本郷区（現・東京都文京区本郷）に生まれる。父・山崎晴弘は日本最初の美容学校であるお茶の水「東京婦人美髪美容学校」（通称・お茶の水美容学校。後継校が現存するかは不明）の設立者。富栄はその次女。
父の下で美容技術の英才教育を受けて育つ。京華高等女学校から錦秋高等女学校（後の錦秋学園高等学校、現在は廃校）に転じて卒業。女学校卒業後、YWCAで聖書や英語、演劇を習う。その時の師は高見澤潤子。彼女は小林秀雄の実の妹だった。聴講生として慶應義塾大学に学ぶ傍ら、義姉山崎つたと共に、銀座2丁目でオリンピア美容院を経営していた。
1944年（昭和19年）12月9日、三井物産社員奥名修一と結婚。しかし12月21日、新婚わずか10日余りで修一は三井物産マニラ支店に単身赴任。この地でアメリカ軍上陸を受けて現地召集され、マニラ東方の戦闘に参加したまま、行方不明となった。
1945年（昭和20年）3月、東京大空襲により、オリンピア美容院とお茶の水美容学校が共に焼失。両親と共に、滋賀県神崎郡八日市町（現・東近江市）に疎開。
1946年（昭和21年）春、義姉山崎つた、お茶の水美容学校の卒業生池上静子と共に鎌倉市長谷で美容院マ・ソアールを開業。11月14日、東京都北多摩郡三鷹町（現・三鷹市）に移住。お茶の水美容学校の卒業生塚本サキが経営するミタカ美容院に勤務する傍ら、夜は進駐軍専用キャバレー内の美容室に勤務。
1947年（昭和22年）3月27日夜、屋台のうどん屋にて飲酒中の太宰治と知り合う。次兄・山崎年一（としかず）が旧制弘前高等学校で太宰の2年先輩だったことや、富栄の下宿が太宰行きつけの小料理屋の筋向いだったことから太宰に親しみを持つようになる。このとき富栄は太宰の著書を一冊も読んでいなかったが、「戦闘開始! 覚悟をしなければならない。私は先生を敬愛する」と日記に書いた。
5月3日、太宰から「死ぬ気で恋愛してみないか」と持ちかけられ、太宰夫人・美知子の立場を気遣いつつも、「でも、若し恋愛するなら、死ぬ気でしたい」と答える。5月21日、太宰と初めて結ばれる。7月7日、奥名修一戦死の公報を受け取る。7月14日、日記の中で両親宛の最初の遺書を書く（ただし発送せず）。「太宰さんが生きてゐる間は私も生きます。でもあの人は死ぬんですもの」。
11月12日、太田静子が太宰の娘治子を出産。富栄は激しい衝撃を受ける。
富栄は健康状態が悪い太宰のために看護婦役として付き添い、約20万円の貯金を太宰の飲食費や薬品代、訪問客の接待費などに使い果たしていたが、1948年（昭和23年）5月下旬頃から太宰との関係に齟齬を来たすようになり、捨てられることを予感して、しばしば嫉妬の念を持つようになっていた（このころ筑摩書房主人古田晁は、肺結核が再発した太宰の健康を案じて、甲州御坂峠（山梨県）への転地療養を計画していた）。
6月13日、太田静子に宛てて最後の書簡を投函（「修治さんはお弱いかたなので 貴女やわたしやその他の人達にまでおつくし出来ないのです わたしは修治さんが、好きなので ご一緒に死にます」）。同日深更、太宰と共に玉川上水へ投身。
6月14日、津島美知子と鶴巻幸之助が警視庁三鷹署に捜索願を提出。6月15日早朝、北多摩郡三鷹町を流れる玉川上水の土手に、二人が入水したとみられる痕跡が発見される。同日正午頃、下流の久我山水門にて、男物と女物の下駄がそれぞれ片方ずつ発見される。
6月19日午前6時50分頃、投身推定現場から約1km下流の玉川上水に架かる新橋付近にて、太宰と共に赤い紐で結ばれた水死体となって発見される。富栄の死顔は「はげしく恐怖しているおそろしい相貌」（山岸外史『人間太宰治』所収「微笑する死顔」）だったが、太宰の死顔は富栄とは対照的に穏やかでほとんど水を飲んでいなかったことから、太宰は入水前すでに絶命していたか仮死状態だったと推測された。28歳没。
6月21日、東京本郷の山崎達夫宅（従兄弟）にて密葬が行われた。

## 関連文献
- 『山崎富栄の生涯』　長篠康一郎 編著
- 『太宰治との愛と死のノート』　長篠康一郎 編著
- 『愛は死と共に』長篠康一郎 編著
- 『回想 太宰治』野原一夫 著
- 『人間太宰治』山岸外史
- 『六人の作家未亡人』野田宇太郎 著
- 『玉川上水情死考』梶原梯子 著
- 『三鷹下連雀』瀬戸内晴美（現・寂聴）
- 『をんなごころ』井伏鱒二
- 『斜陽日記』 太田静子
- 『恋の蛍 山崎富栄と太宰治』松本侑子
- 『太宰治情死考』坂口安吾